# Kayanza

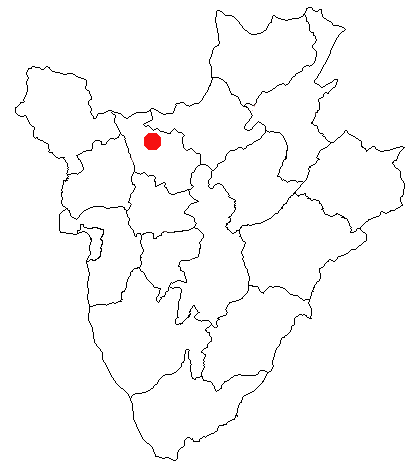
Kayanzas läge på karta över Burundi.

Kayanza är administrativ huvudort för provinsen Kayanza samt kommunen Kayanza i Burundi. Folkmängden uppgick till 21 767 invånare vid folkräkningen 2008.